# Bruce Venture
Bruce Venture (San Ramon, 13 novembre 1985) è un attore pornografico statunitense.

## Biografia
In seguito al suo debutto avvenuto nell'aprile 2010 per la casa di produzione Kink, Bruce Venture si è messo in luce per le sue qualità e per lo stile "passionale-aggressivo" che lo contraddistingue per i maggiori Networks statunitensi e Case di produzioni tra le quali 21Sextury, Bang Bros, Brazzers, Digital Playground, Evil Angel, Fame Digitals, Kink, Mega Site Pass, Naughty America, New Sensations, Penthouse, Porn Pros, Puba, Premium Pass, Reality Kings e molte altre.
Come riferito da lui stesso in numerose occasioni, il nome "Bruce" lo ha scelto in ricordo del suo primo cane, e soprattutto perché un grande fan di Bruce Lee, "Venture" invece è in onore della scuola che ha frequentato.
Nel 2013, Bruce Venture è protagonista del suo primo film monografico dal titolo "Bruce Venture Has a Big Dick" distribuito dalla Digital Sin.
In data 1º maggio 2014, è stata distribuita da "Nubile Films" la prima scena prodotta, diretta e interpretata dallo stesso Bruce Venture dal titolo "Lovestruck".

## Nomination
- 2012 AVN Award – Best Male Newcomer[4]
- 2012 XRCO Award – New Stud[5]
- 2013 AVN Award – Unsung Male Performer of the Year[6]
- 2013 XBIZ Award - Best Scene - Vignette Release (My Sister's Hot Friend 25) con Jessie Volt[7]
- 2014 AVN Award – Best Boy/Girl Scene (The Innocence of Youth 5, Digital Sin) – con Adriana Chechik[8]
- 2015 XBIZ Award - Best Scene - Non-Feature Release (Kacy Lane & Bruce Venture, Pure Vol. 1) (Airerose Entertainment)[9]
- 2015 AVN Award – Best Boy/Girl Scene (Silhouette, Girlfriends Films) con A.J. Applegate[10]